# Cornelia (rose)
'Cornelia' est un cultivar de rosier obtenu en 1925 en Angleterre par le 
révérend Pemberton. Il n'a cessé de recevoir des éloges depuis près d'un siècle surtout Outre-Manche.

## Description
Le buisson très vigoureux de cet hybride de Rosa moschata, au feuillage vert bronze et au port souple, peut atteindre, tant en hauteur qu'en largeur, 150 cm en moyenne ou plus. Les rameaux sont peu épineux. Les boutons sont plutôt ronds et d'un rouge vermillon. Les fleurs sont de couleur rose nuancée d'abricot ou de rose corail, devenant plus pâle au fur et à mesure et s'ouvrant sur des étamines d'or. Elles sont moyennes (5 cm), pleines (plus de 41 pétales), en rosettes aux pétales chiffonnés, leur donnant un joli aspect romantique, et sont modérément parfumées (impressions musquées). La floraison qui a lieu en petits bouquets est très remontante et très généreuse en juin.
Ce rosier peut être conduit en grimpant, jusqu'à 300 cm, s'il est palissé et protégé du froid. Il s'agit d'une variété fort rustique qui résiste à des températures hivernales rigoureuses (zone de rusticité de 5b à 9b). Elle tolère l'ombre. Elle n'a pas besoin d'être taillée ou très peu. 'Cornelia' fait aussi merveille en haies, mais abritées du vent.

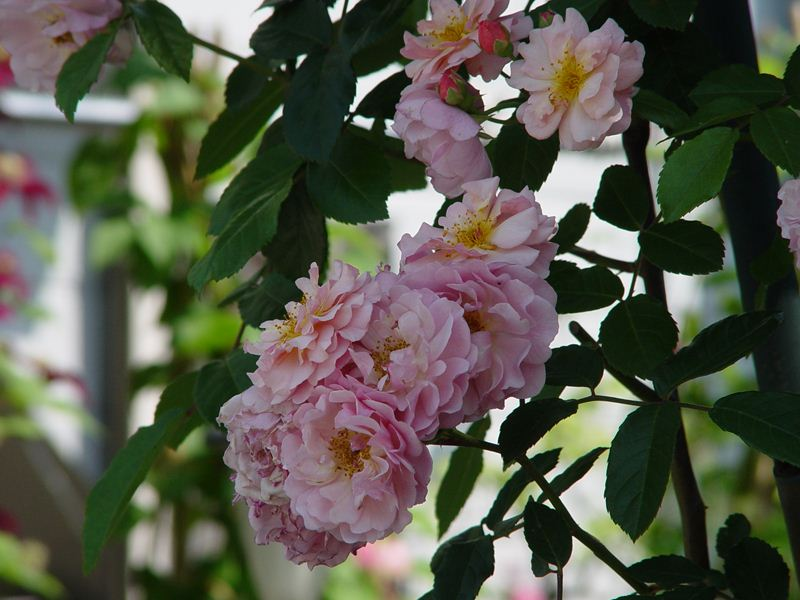
'Cornelia' au Japon.

Cette variété est présente dans les grandes roseraies publiques sous diverses latitudes, comme à l'Europa-Rosarium de Sangerhausen, au jardin botanique de Dunedin et nombre de jardins d'Angleterre, où elle est un grand classique.